# بالاتسولو أكريدي
بالاتسولو أكريدي (بالإيطالية: Palazzolo Acreide)‏ هي بلدية في مقاطعة سرقوسة في صقلية الإيطالية.

## السكان
في سنة 1861 بلغ عدد السكان 10٬219 نسمة، وتطور العدد ليصل في سنة 2011 لـ 9٬091 نسمة.
يظهر هذا المخطط البياني تطور النمو السكاني لـ بالاتسولو أكريدي